# Buenaventura Báez

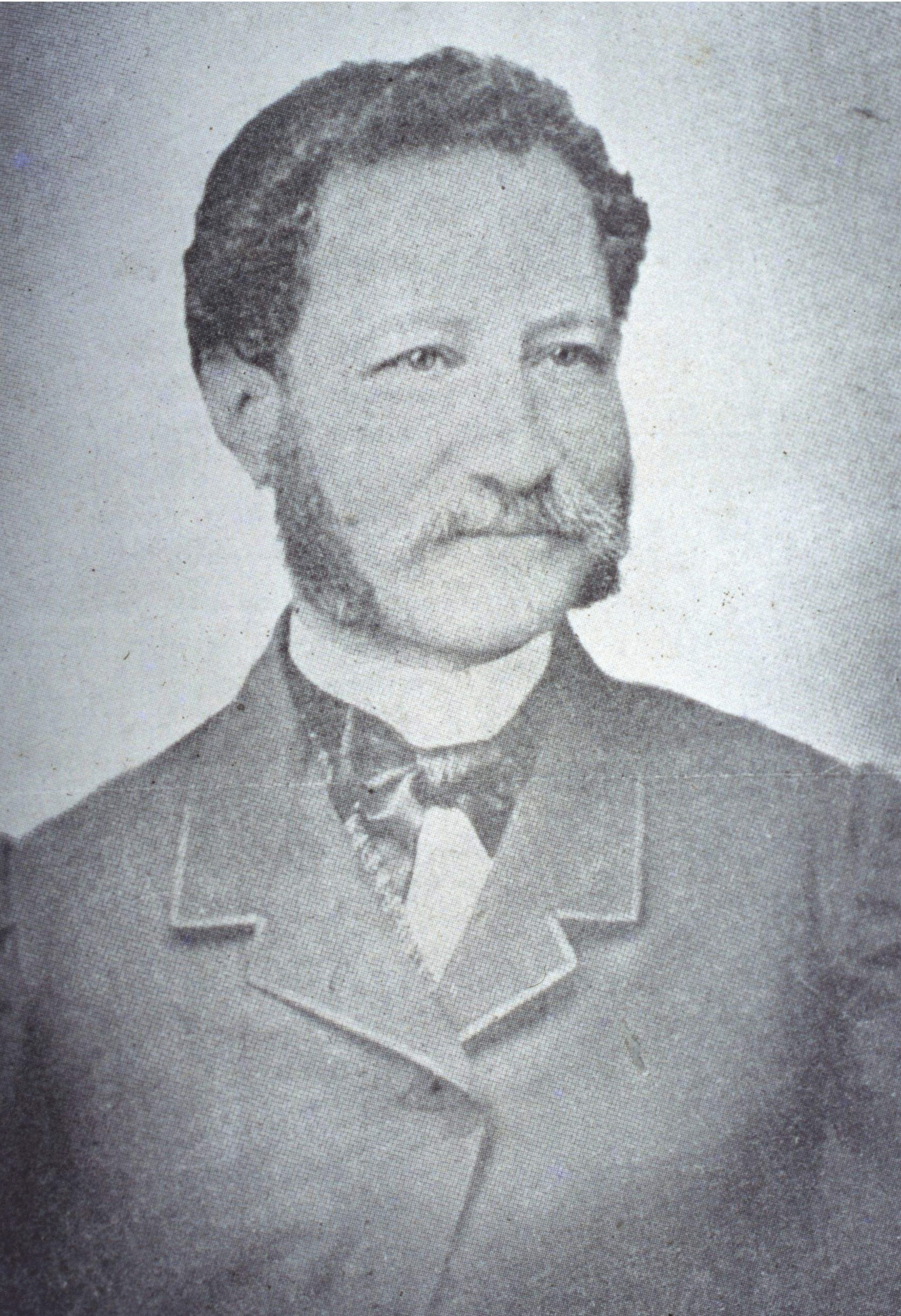
Buenaventura Báez

Buenaventura Báez Méndez (* 14. Juli 1812 auf Hispaniola; † 14. März 1884 in Hormigueros, Puerto Rico) war fünfmaliger Präsident der Dominikanischen Republik. 

## Biografie
Er beteiligte sich 1844 am erfolgreichen Aufstand gegen Haiti, in dessen Folge die Unabhängigkeit der Dominikanischen Republik befestigt wurde. Im Jahr 1846 reiste er nach Frankreich, um die Errichtung eines französischen Protektorats über der Dominikanischen Republik zu erreichen, allerdings erfolglos. Während seiner ersten Präsidentschaft von 1849 bis 1853 versuchte er gleichfalls erfolglos, die Vereinigten Staaten zur Okkupation der Republik zu bewegen. Von 1856 bis 1858 erneut Präsident, wurde er in einem Staatsstreich gestürzt und ging ins spanische Exil. Dort führte er ein ausschweifendes Leben und plante die Übernahme der Dominikanischen Republik durch die spanische Krone. Obwohl der spanische König sich 1861 geneigt zeigte und vier Gouverneure in der Dominikanischen Republik einsetzte, gab er die Kolonie 1865 auf und entließ sie abermals in die Unabhängigkeit.
Daraufhin kehrte Báez in seine Heimat zurück und stellte sich zur Präsidentenwahl auf, die er auch gewann. Im Mai 1866 wurde er jedoch abermals gestürzt. Während seiner vierten Amtszeit von 1868 bis 1874 bemühte er sich erneut um die Übernahme des Landes durch die Vereinigten Staaten. Immerhin brachte er Präsident Ulysses S. Grant dahin, Kriegsschiffe zur Dominikanischen Republik zu entsenden, und brachte einen Annexionsvertrag bis vor den amerikanischen Senat, der ihn jedoch nicht ratifizierte. Grant musste daraufhin die Kriegsschiffe zurückziehen.
Von 1876 bis 1878 war Báez zum fünften Mal Präsident, wurde jedoch abermals in einem Staatsstreich gestürzt und ging nach Puerto Rico ins Exil, das damals spanische Kolonie war. Dort starb er 1884.
| Vorgänger              | Amt                                              | Nachfolger              |
| ---------------------- | ------------------------------------------------ | ----------------------- |
| Pedro Santana          | Präsident der Dominikanischen Republik 1849–1853 | Pedro Santana           |
| Manuel de Regla Motta  | Präsident der Dominikanischen Republik 1856–1858 | José Desiderio Valverde |
| Antonio Pimentel       | Präsident der Dominikanischen Republik 1865–1866 | Militärjunta            |
| Militärjunta           | Präsident der Dominikanischen Republik 1868–1874 | Ignacio María González  |
| Ignacio María González | Präsident der Dominikanischen Republik 1876–1878 | Cesáreo Guillermo       |

| Personendaten    | Personendaten                                      |
| ---------------- | -------------------------------------------------- |
| NAME             | Báez, Buenaventura                                 |
| ALTERNATIVNAMEN  | Báez Méndez, Buenaventura                          |
| KURZBESCHREIBUNG | fünfmaliger Präsident der Dominikanischen Republik |
| GEBURTSDATUM     | 14. Juli 1812                                      |
| GEBURTSORT       | Hispaniola                                         |
| STERBEDATUM      | 14. März 1884                                      |
| STERBEORT        | Hormigueros, Puerto Rico                           |